# Fluehler
Fluehler ist ein Schweizer Familienname.

## Herkunft und Bedeutung
Der Name Fluehler ist ein Wohnstättenname, entstanden aus dem Toponym Fluh, alemannisch Flue, auch Flueh.

## Verbreitung
Vorkommen des Familiennamens Fluehler:
- Schweiz: Ascona, Escholzmatt und Emmenbrücke.